# Ruud van Feggelen
Rudolph Frederik Otto (Ruud) van Feggelen (Amsterdam, 14 april 1924 – Deventer, 9 augustus 2002) was een Nederlands waterpolospeler.

## Loopbaan
Ruud van Feggelen nam als waterpoloër deel aan de Olympische Spelen van 1948 en 1952. Hij eindigde hiermee met het Nederlands team op een derde en vijfde plaats. Met het nationale team werd hij in 1950 Europees kampioen.

In 1964 vormde Ruud van Feggelen samen met Frits Smol het trainersduo van het Nederlands waterpoloteam bij de Olympische Spelen. Vier jaar later in 1968 deed hij hetzelfde samen met Gerrit Jansen.
Er is een prijs naar hem vernoemd: de 'Ruud van Feggelen-Award' is voor de Speler van het Jaar.

## Trivia
- Van Feggelen was een broer van zwemster Iet van Feggelen.

Cor Braasem · 
Joop Cabout · 
Ruud van Feggelen · 
Henny Keetelaar · 
Nijs Korevaar · 
Joop Rohner · 
Frits Ruimschotel · 
Piet Salomons · 
Frits Smol · 
Hans Stam
Gerrit Bijlsma · 
Cor Braasem · 
Joop Cabout · 
Ruud van Feggelen · 
Max van Gelder · 
Nijs Korevaar · 
Frits Smol